# Discovery (álbum de Mike Oldfield)
Discovery es el noveno álbum de estudio de Mike Oldfield y producido por Mike Oldfield y Simon Phillips, quienes también fueron los ingenieros de grabación.

## Producción
Discovery fue el primer álbum realizado por Oldfield grabado fuera de Inglaterra. Para su elaboración se construyó un estudio en una casa ubicada a 2000 metros de altitud sobre una montaña de los Alpes suizos con vistas al Lago Lemán. Como en otros álbumes, anteriores y posteriores, coexisten tanto canciones instrumentales, como «The Lake», junto con canciones pop-rock interpretadas por Maggie Reilly y Barry Palmer. De entre ellas se seleccionaron como sencillos «To France», inspirada en la vida de María Estuardo reina de Escocia,  y «Tricks of the Light».
En 2000 fue reeditado por Virgin Records para la colección Mike Oldfield Remastered.
El 29 de enero de 2016 fue relanzada una reedición deluxe que cuenta con dos CD y un DVD mezclado en sonido envolvente de 5.1 canales.

## Lista de canciones
Todas las canciones compuestas por Mike Oldfield
1. «To France» - 4:43
2. «Poison Arrows» - 3.:52
3. «Crystal Gazing» - 3:02
4. «Tricks of the Light» - 3:52
5. «Discovery» - 4:35
6. «Talk About Your Life» - 4:24
7. «Saved by the Bell» - 4:39
8. «The Lake» (instrumental) - 12:07

## Personal
- Mike Oldfield - Guitarras, piano, bajo, percusión, mandolina, coros, producción, ingeniero de grabación.
- Simon Phillips - Batería, Tama, productor, ingeniero de grabación.
- Maggie Reilly - Voz (en «To France», «Crystal Gazing», «Tricks of the Light» y «Talk About Your Life»).
- Barry Palmer - Voz (en «Poison Arrows», «Tricks of the Light», «Discovery» y «Saved by the Bell»).